# دونالد سميث
دونالد سميث (بالإنجليزية: Donald Smith)‏ (و. 1905 – 1985 م) هو سياسي، وطبيب أسنان، من كندا، كان عضوًا في حزب الأحرار الكندي، توفي عن عمر يناهز 79 عاماً.

## مناصب
تولى منصب عضو مجلس العموم الكندي.